# Жодар, Жан-Франсуа
Жан-Франсуа Жодар (фр. Jean-François Jodar, 2 декабря 1949, Монтро-Фот-Йон) — французский футболист, выступавший за сборную страны. После окончания карьеры работал тренером

## Карьера
В качестве футболиста долгое время выступал в элитной Лиге 1 за «Реймс», «Лион» и «Страсбур». В течение нескольких лет защитник вызывался в расположение сборной Франции, за которую он провел шесть матчей и забил один гол.
Завершил свою карьеру в клубе «Монсо Бургонь», в котором он выполнял роль играющего тренера. Долгое время Жодар успешно работал с юниорскими сборными Франции. В 2001 году он привел национальную команду до 17 лет к победе на юношеском Чемпионате мира в Тринидаде и Тобаго. Позднее французский специалист возглавлял молодежную с основную сборную ОАЭ и Мали (с поста наставника «орлов» был уволен после неудачного выступления на Кубке африканских наций в Гане весной 2008 года).

## Достижения

### Футболиста
- Финалист Кубка Франции (1): 1975/76.

### Тренера
- Чемпион мира (до 17 лет) (1): 2001.
- Победитель чемпионата Европы (до 18 лет) (1): 1997.
- Серебряный призер чемпионата Европы (до 16 лет) (1): 2001.